# Place de l'Émir-Abdelkader (Paris)
Pour les articles homonymes, voir Place de l'Émir-Abdelkader.
La place de l'Émir-Abdelkader est une voie située dans le quartier du Jardin-des-Plantes du 5e arrondissement de Paris.

## Situation et accès
La place est située à l'intersection de la rue Geoffroy-Saint-Hilaire, la rue des Fossés-Saint-Marcel et de la rue Poliveau, sur le terre-plein central de la première citée.
La place de l'Émir-Abdelkader est desservie à proximité par les lignes 5 et 7 aux stations Saint-Marcel et Censier - Daubenton.

## Origine du nom
En raison de sa proximité avec la Grande Mosquée de Paris, cette place porte son nom actuel en hommage à Abd el-Kader (1808-1883), émir, chef religieux et militaire algérien qui mène une lutte contre la conquête de l'Algérie par la France au milieu du XIXe siècle et considéré comme une grande figure politique, intellectuelle, spirituelle et réformateur de l'Algérie.

## Historique

### Premières mentions
Sur le plan de Braun et Hogenberg (première édition de 1572), qui montre Paris et ses proches environs tels qu'ils étaient vers 1530, un simple croisement de chemins de campagne entouré de vergers et de champs est indiqué à l'extrémité sud de la grande rue qui, au départ de la porte Saint-Victor de l'enceinte de Philippe Auguste s'éloigne de Paris en longeant l'abbaye Saint-Victor et la « butte des Copeaux » ou « butte Coupeau » avec son moulin à vent avant de franchir la Bièvre sur un petit pont flanqué de quelques maisons. Le croisement qui est à l'origine de l'actuelle place de l'Émir-Abdelkader est situé au delà. Les rues et chemins qui le forment sont alors, hormis l'embouchure de cette ancienne rue principale du faubourg Saint-Victor (actuelle rue Geoffroy-Saint-Hilaire) venant de Paris : 
- à l'ouest l'embouchure de la rue du Fer-à-Moulin venant du faubourg Saint-Médard ;
- au sud-ouest l'embouchure du chemin venant du village de Gentilly en laissant le bourg Saint-Marcel à sa gauche ;
- au sud-est l'amorce du chemin, à peine tracé, en direction du village d'Ivry (future « rue du Marché-aux-Chevaux » partiellement intégrée à la rue Geoffroy-Saint-Hilaire au XIXe siècle[1]) ;
- à l'est l'amorce de la rue du Pont-Livaut (actuelle rue Poliveau) en direction de la plaine inondable du bord de Seine (à proximité de l'actuel viaduc d'Austerlitz)[2].

Une comparaison avec le plan de Truschet et Hoyau (vers 1550, dit plan de Bâle) permet de mesurer les changements qui s'opèrent alors dans les environs. Le traçage des voies menant respectivement au bord de Seine et à Ivry est achevé et la « rue de la Barre » est ouverte entre la « porte de la Barre » du bourg Saint-Marcel et la rue du Fer-à-Moulin. La première de ces deux rues est déjà entièrement bâtie, la seconde partiellement.

### Croix de Clamart

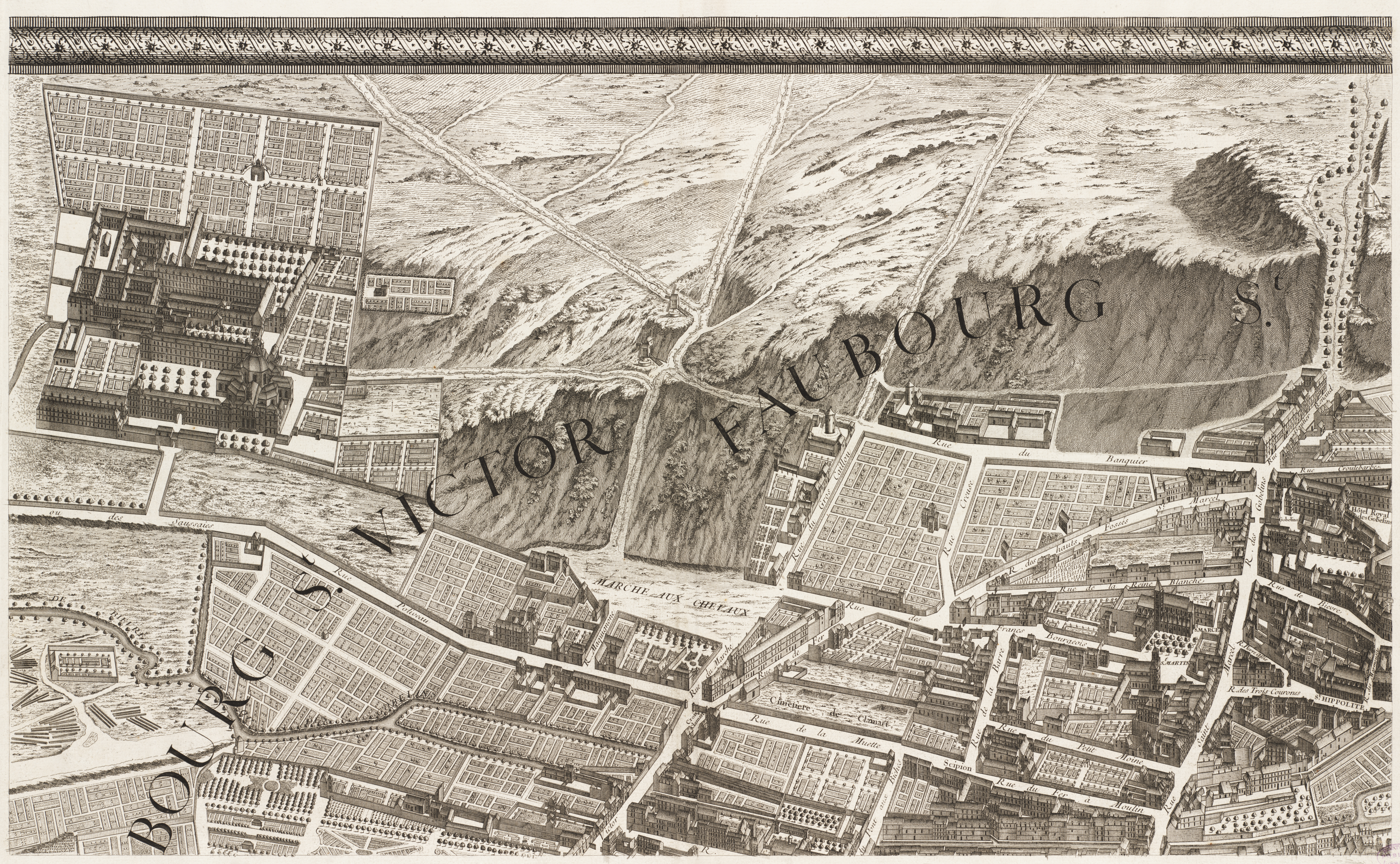
La Croix-Clamart vers 1734-1736 sur le plan de Turgot (1739).

À partir d'environ 1546 et jusqu'à la Révolution, la croix de Clamart ou Croix-Clamart, croix de chemin monumentale de pierre, placée face à la principale rue du faubourg Saint-Victor, à la pointe de la fourche formée par les chemins d'Ivry et de Gentilly, domine la place qui est successivement nommée « lieu-dit » puis « carrefour de la Croix-de-Clamart ». Le monument doit son nom à Audibert Catin, bourgeois de Paris et seigneur de Clamart, par ailleurs qualifié de « payeur de la Compagnie du connétable de Montmorency », qui était propriétaire d'une des maisons de la rue du Fer-à-Moulin. Il commande, le 4 décembre 1546, l'exécution de ce monument à Pierre Nicole, maçon-tailleur de pierre et voyer de Sainte-Geneviève. Le nom de Clamart est choisi en raison de la proximité de l'hôtel de Clamart qui était situé sur la partie Sud de la rue du Fer-à-Moulin (nos  2 à 24).
La croix de Clamart disparait au cours de la Révolution. Par la suite, le carrefour est renommé « place Poliveau ».

### Place Poliveau

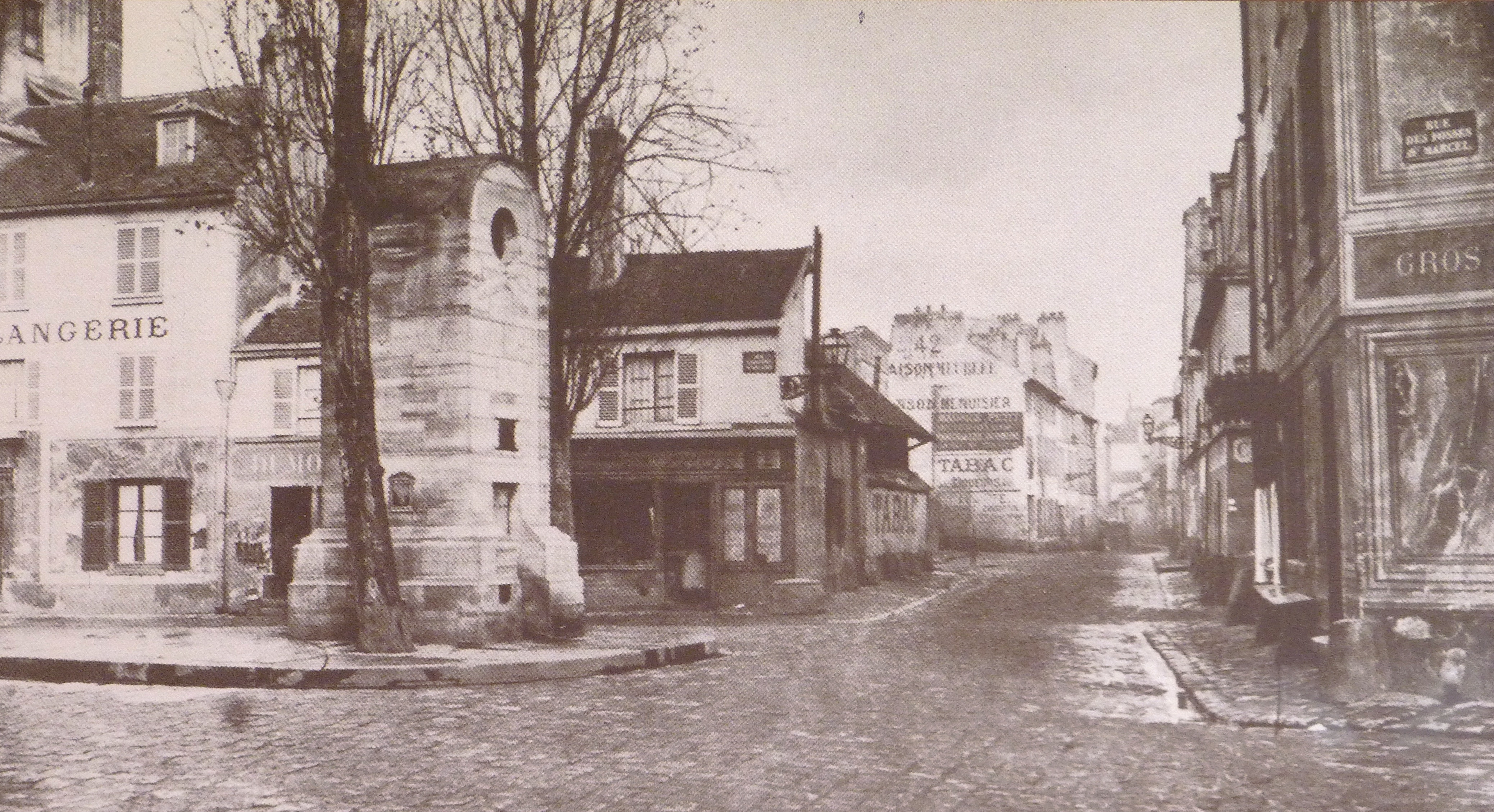
Place et fontaine Poliveau dans les années 1860, photographie de Charles Marville, prise en direction de la rue Poliveau.

Sous le Premier Empire une fontaine, aujourd'hui disparue, ornée d'une aigle éployée et d'un masque de bronze, est érigée en 1806 sur la place Poliveau, à l'emplacement de l'ancienne croix de Clamart, détruite pendant la Révolution. Elle prend le nom de « fontaine Poliveau » d'après la place sur laquelle elle se dressait.

### Période contemporaine
La décision d'attribuer le nom d'Abd el-Kader à cette place est prise par le Conseil de Paris en mai 2006 et confirmée par un arrêté municipal du 5 juillet 2006. Le 16 novembre suivant, le square est officiellement rebaptisé par le maire de Paris, Bertrand Delanoë, au cours d'une cérémonie solennelle, en présence de l'ambassadeur d'Algérie en France et des descendants de l'émir.

## Bâtiments remarquables et lieux de mémoire
- Une fontaine Wallace est au centre de la place.
- Le cimetière de Clamart était à proximité